# Neurobasis chinensis
Neurobasis chinensis is een libellensoort uit de familie van de beekjuffers (Calopterygidae) en de onderorde van de juffers (Zygoptera).
De soort staat op de Rode Lijst van de IUCN als niet bedreigd, beoordelingsjaar 2007.
De wetenschappelijke naam van de soort is gepubliceerd in 1758 door Linnaeus in de tiende editie van Systema naturae.